# Stanley Miller
Pour les articles homonymes, voir Miller et Stanley Miller (homonymie).
Stanley Lloyd Miller, né le 7 mars 1930 à Oakland (Californie) et mort le 20 mai 2007 à National City (Californie), est un biologiste américain considéré comme le père de la chimie des origines de la vie sur la terre, en grande partie grâce à son expérience, dite expérience de Miller-Urey.

## Biographie
Il travaille comme chercheur dans le laboratoire du professeur Harold Urey à l’Université de Chicago quand il réalise, en 1953, l’expérience qui le rendra célèbre (voir Expérience de Miller-Urey), ce qui lui permet de publier rapidement sa thèse de doctorat. Il est connu pour ses travaux expérimentaux sur les origines de la vie et la tentative de recréation en laboratoire des conditions de la soupe originelle.
Il termine sa carrière en tant que professeur d’exobiologie, une science qu’il contribue à faire naître, à l’université de San Diego à La Jolla en Californie. À la retraite à partir de 1997, il a publié plus de soixante articles scientifiques.

## Travaux
Au début des années 1950, alors qu'il travaille dans le laboratoire du professeur Harold Urey (prix Nobel de Chimie en 1934 pour la découverte de l'hydrogène lourd), il s'intéresse à la chimie primitive à l'origine de la vie sur Terre et aux conditions susceptibles de permettre l'apparition des premières molécules composant des protéines et de l'ADN. Harold Urey venait de théoriser que sur la Terre primitive existait une atmosphère contenant les éléments chimiques constituants les structures des êtres vivants.
En 1953, pour vérifier la pertinence de cette théorie, Stanley Miller imagine une expérience physico-chimique. Il mélange plusieurs gaz, dont du méthane (CH4), de l'ammoniac gazeux (NH3), de l'hydrogène (H2) qu'il fait barboter dans un ballon rempli d'eau (H2O). Il chauffe ensuite le ballon jusqu'à ébullition du mélange, dont les vapeurs passent alors dans un autre ballon, via une colonne de condensation. Arrivées dans le second ballon, les vapeurs sont soumises en permanence à des arcs électriques, censés reproduire des éclairs.
Au bout d'une semaine de fonctionnement apparaissent des composés organiques plus lourds que les atomes, dont 2 % étaient des acides aminés primitifs, maillons de base de toutes les chaînes protéiques qui existent sur Terre, donc potentiellement de la vie.
Selon Jeffrey Bada, professeur en biologie marine de l'Université de San Diego : « L'imagination du public fut captivée par le résultat de l'expérience. Ces résultats furent corroborés trois ans plus tard par d'autres expériences émanant d'un groupe indépendant. Entre-temps, le concept de soupe de la vie avait connu un succès foudroyant, dans les bandes dessinées, les romans et au cinéma. »
Même si la « soupe originelle » a suscité de nombreux travaux, Stanley Miller n'a jamais reçu le prix Nobel.

## Controverses
Assez rapidement, des critiques sont apparues sur les conditions de l'expérience avec une atmosphère réductrice riche en hydrogène. Les recherches actuelles sur l'atmosphère primitive privilégient plutôt une atmosphère non réductrice, principalement composée de CO2, or l'expérience de Stanley Miller ne fonctionne pas dans ce type d'atmosphère ; la question de la composition de l'atmosphère primitive n'est toutefois pas définitivement tranchée. De plus, même dans l'expérience initiale, les molécules véritablement prébiotiques sont obtenues simultanément avec d'autres composés inutiles pour la vie (problème de la sélectivité). Enfin, on n'observe jamais que des molécules de complexité assez limitée, par exemple des acides aminés et non des protéines ; les synthèses d'Urey-Miller représentent une étape dans l'évolution progressive de la complexité, qui doit être couplée avec d'autres étapes successives dans un scénario global. Toutefois, selon Marie-Paule Bassez, H2O, H2, H2S, N2, CH4, CO2, CO sont présents dans les sources thermales (Synthèse prébiotique dans les conditions hydrothermales, Comptes rendus de chimie, Volume 12, Issues 6–7, June–July 2009, Pages 801-807).